# Micky Otterspoor
Micky Otterspoor (8 september 1954) is een Nederlands journaliste en schrijfster van korte verhalen.

## Prijzen
- 1996 - Dunya Poëzieprijs voor Ontmoeting